# Jonas Björkman
Jonas Lars Björkman (Växjö, 23 de marzo de 1972) es un extenista sueco. Si bien tuvo muy buena labor en individuales, con destacadas temporadas llegando a ocupar el puesto número 4 del ranking, su carrera en dobles fue extraordinaria. Con diferentes parejas a lo largo de su carrera ha logrado conquistar una gran cantidad de títulos muy prestigiosos, entre ellos 9 Grand Slam. Jugando dobles, Jonas ha alcanzado las finales de todos los torneos más importantes del tenis (los 4 Grand Slam, los 9 Masters Series y la Tennis Masters Cup) y en solo uno de ellos no ha triunfado (el Masters de Roma). Ha formado parejas excepcionales junto a Todd Woodbridge, Max Mirnyi, Patrick Rafter y Jan Apell.
En la actualidad es jugador de pádel dentro del circuito APT Padel Tour junto al que fuese su compañero en el dobles de tenis, Thomas Johansson.

## Torneos de Grand Slam

### Campeón Dobles
| Año  | Torneo             | Pareja          | Oponentes en la final          | Resultado               |
| 1998 | Australian Open    | Jacco Eltingh   | Todd Woodbridge Mark Woodforde | 6-2 5-7 2-6 6-4 6-3     |
| 1999 | Australian Open(2) | Patrick Rafter  | Mahesh Bhupathi Leander Paes   | 6-3 4-6 6-4 6-7(10) 6-4 |
| 2001 | Australian Open(3) | Todd Woodbridge | Byron Black David Prinosil     | 6-1 5-7 6-4 6-4         |
| 2002 | Wimbledon          | Todd Woodbridge | Mark Knowles Daniel Nestor     | 6-1 6-2 6-7(7) 7-5      |
| 2003 | Wimbledon(2)       | Todd Woodbridge | Mahesh Bhupathi Max Mirnyi     | 3-6 6-3 7-6(4) 6-3      |
| 2003 | US Open            | Todd Woodbridge | Bob Bryan Mike Bryan           | 5-7 6-0 7-5             |
| 2004 | Wimbledon(3)       | Todd Woodbridge | Julian Knowle Nenad Zimonjić   | 6-1 6-4 4-6 6-4         |
| 2005 | Roland Garros      | Max Mirnyi      | Bob Bryan Mike Bryan           | 2-6 6-1 6-4             |
| 2006 | Roland Garros(2)   | Max Mirnyi      | Bob Bryan Mike Bryan           | 6-7(5) 6-4 7-5          |

### Finalista Dobles
| Año  | Torneo          | Pareja        | Oponentes en la final           | Resultado              |
| 1994 | Roland Garros   | Jan Apell     | Byron Black Jonathan Stark      | 4-6 6-7(5)             |
| 1997 | US Open         | Nicklas Kulti | Yevgeny Kafelnikov Daniel Vacek | 6-7 3-6                |
| 2005 | US Open         | Max Mirnyi    | Bob Bryan Mike Bryan            | 1-6 4-6                |
| 2006 | US Open         | Max Mirnyi    | Martin Damm Leander Paes        | 7-6(5) 4-6 3-6         |
| 2007 | Australian Open | Max Mirnyi    | Bob Bryan Mike Bryan            | 5-7 5-7                |
| 2008 | Wimbledon       | Kevin Ullyett | Daniel Nestor Nenad Zimonjić    | 6-7(12) 7-6(3) 3-6 3-6 |

## Títulos

### Individuales
| Leyenda                |
| Grand Slam (0)         |
| Tennis Masters Cup (0) |
| ATP Masters Series (0) |
| ATP Tour (6)           |
| Challengers (3)        |

| N.º | Fecha                    | Torneo       | Superficie | Oponente en la final | Resultado          |
| --- | ------------------------ | ------------ | ---------- | -------------------- | ------------------ |
| 1.  | 15 de marzo de 1993      | Bérgamo      | Dura       | Paolo Cane           | 7-5 6-2            |
| 2.  | 19 de abril de 1993      | Nagoya       | Dura       | Patrick Rafter       | 7-6 7-6            |
| 3.  | 1 de noviembre de 1993   | Aquisgrán    | Carpeta    | Jan Apell            | 6-3 3-6 7-5        |
| 4.  | 6 de enero de 1997       | Auckland     | Dura       | Kenneth Carlsen      | 7-6 6-0            |
| 5.  | 11 de agosto de 1997     | Indianápolis | Dura       | Carlos Moyá          | 6-3 7-6(3)         |
| 6.  | 3 de noviembre de 1997   | Estocolmo    | Dura       | Jan Siemerink        | 3-6 7-6(2) 6-2 6-4 |
| 7.  | 15 de junio de 1998      | Nottingham   | Césped     | Byron Black          | 6-3 6-2            |
| 8.  | 17 de junio de 2002      | Nottingham   | Césped     | Wayne Arthurs        | 6-2 6-7(5) 6-2     |
| 9.  | 26 de septiembre de 2005 | Ho Chi Minh  | Carpeta    | Radek Štěpánek       | 6-3 7-6(4)         |

### Finalista en individuales
- 1995: Hong Kong (pierde ante Michael Chang)
- 1997: Coral Springs (pierde ante Jason Stoltenberg)
- 1997: París TMS (pierde ante Pete Sampras)
- 2003: Marsella (pierde ante Roger Federer)

### Clasificación en torneos de Grand Slam
| Torneo             | 2008 | 2007 | 2006 | 2005 | 2004 | 2003 | 2002 | 2001 | 2000 | 1999 | 1998 | 1997 | 1996 | 1995 | 1994 | 1993 | Títulos |
| ------------------ | ---- | ---- | ---- | ---- | ---- | ---- | ---- | ---- | ---- | ---- | ---- | ---- | ---- | ---- | ---- | ---- | ------- |
| Australian Open    | -    | 2R   | 1R   | 1R   | 1R   | -    | CF   | 1R   | 3R   | 1R   | CF   | 4R   | 4R   | 3R   | 2R   | -    | 0       |
| Roland Garros      | 1R   | 4R   | -    | 1R   | 2R   | 2R   | 1R   | 1R   | 1R   | 1R   | 1R   | 2R   | 4R   | 1R   | 3R   | -    | 0       |
| Wimbledon          | 1R   | 4R   | SF   | 3R   | 3R   | CF   | 1R   | 3R   | 4R   | 2R   | 3R   | 1R   | 1R   | 2R   | 4R   | -    | 0       |
| US Open            | 2R   | 2R   | 2R   | 2R   | 1R   | 4R   | 1R   | 2R   | 2R   | 3R   | CF   | SF   | 3R   | 3R   | CF   | 2r   | 0       |
| Tennis Masters Cup | -    | -    | -    | -    | -    | -    | -    | -    | -    | -    | -    | SF   | -    | -    | -    | -    | 0       |

### Dobles (54)
| Leyenda                 |
| Grand Slam (9)          |
| Tennis Masters Cup (2)  |
| ATP Masters Series (15) |
| ATP Tour (28)           |

| N.º | Fecha                   | Torneo               | Superficie    | Pareja                | Oponentes en la final               | Resultado               |
| 1.  | 10 de enero de 1994     | Yakarta              | Dura          | Neil Borwick          | Jorge Lozano Jim Pugh               | 6-4 6-1                 |
| 2.  | 21 de febrero de 1994   | Róterdam             | Carpeta       | Jeremy Bates          | Jacco Eltingh Paul Haarhuis         | 6-4 6-1                 |
| 3.  | 6 de junio de 1994      | Queen's Club         | Césped        | Jan Apell             | Todd Woodbridge Mark Woodforde      | 3-6 7-6 6-4             |
| 4.  | 4 de julio de 1994      | Båstad               | Tierra batida | Jan Apell             | Nicklas Kulti Mikael Tillström      | 6-2 6-3                 |
| 5.  | 22 de agosto de 1994    | Schenectady          | Dura          | Jan Apell             | Jacco Eltingh Paul Haarhuis         | 6-4 7-6                 |
| 6.  | 7 de noviembre de 1994  | Amberes              | Carpeta       | Jan Apell             | Hendrik Jan Davids Sébastien Lareau | 4-6 6-1 6-2             |
| 7.  | 23 de noviembre de 1994 | Tennis Masters Cup   | Dura          | Jan Apell             | Todd Woodbridge Mark Woodforde      | 6-4 4-6 4-6 7-6 7-6     |
| 8.  | 10 de julio de 1995     | Båstad               | Tierra batida | Jan Apell             | Jon Ireland Andrew Kratzmann        | 6-3 6-0                 |
| 9.  | 2 de octubre de 1995    | Toulouse             | Dura          | John-Laffnie de Jager | Dave Randall Greg Van Emburgh       | 7-6 7-6                 |
| 10. | 9 de octubre de 1995    | Ostrava              | Carpeta       | Javier Frana          | Guy Forget Patrick Rafter           | 6-7 6-4 7-6             |
| 11. | 19 de febrero de 1996   | Amberes              | Carpeta       | Nicklas Kulti         | Yevgeny Kafelnikov Menno Oosting    | 6-4 6-4                 |
| 12. | 8 de abril de 1996      | Nueva Delhi          | Dura          | Nicklas Kulti         | Byron Black Sandon Stolle           | 4-6 6-4 6-4             |
| 13. | 28 de abril de 1997     | Atlanta              | Tierra batida | Nicklas Kulti         | Davis Scott Kelly Jones             | 6-2 7-6                 |
| 14. | 19 de enero de 1998     | Australian Open      | Dura          | Jacco Eltingh         | Todd Woodbridge Mark Woodforde      | 6-2 5-7 2-6 6-4 6-3     |
| 15. | 9 de marzo de 1998      | Indian Wells TMS     | Dura          | Patrick Rafter        | Richey Reneberg Todd Martin         | 6-4 7-6                 |
| 16. | 18 de enero de 1999     | Australian Open      | Dura          | Patrick Rafter        | Mahesh Bhupathi Leander Paes        | 6-3 4-6 6-4 6-7(10) 6-4 |
| 17. | 7 de junio de 1999      | Halle                | Césped        | Patrick Rafter        | Paul Haarhuis Jared Palmer          | 6-3 7-5                 |
| 18. | 2 de agosto de 1999     | Montreal TMS         | Dura          | Patrick Rafter        | Byron Black Wayne Ferreira          | 7-6(5) 6-4              |
| 19. | 9 de agosto de 1999     | Cincinnati TMS       | Dura          | Byron Black           | Todd Woodbridge Mark Woodforde      | 6-3 7-6(6)              |
| 20. | 25 de octubre de 1999   | Stuttgart Indoor TMS | Dura          | Byron Black           | David Adams John Laffnie de Jager   | 6-7(6) 7-6(2) 6-0       |
| 21. | 23 de octubre de 2000   | Moscú                | Carpeta       | David Prinosil        | Jiří Novák David Rikl               | 6-2 6-3                 |
| 22. | 15 de enero de 2001     | Australian Open      | Dura          | Todd Woodbridge       | Byron Black David Prinosil          | 6-1 5-7 6-4 6-4         |
| 23. | 19 de febrero de 2001   | Róterdam             | Dura          | Roger Federer         | Petr Pála Pavel Vízner              | 6-3 6-0                 |
| 24. | 16 de abril de 2001     | Montecarlo TMS       | Tierra batida | Todd Woodbridge       | Joshua Eagle Florent Andrew         | 3-6 6-4 6-2             |
| 25. | 14 de mayo de 2001      | Hamburgo TMS         | Tierra batida | Todd Woodbridge       | Daniel Nestor Sandon Stolle         | 7-6(2) 3-6 6-3          |
| 26. | 7 de enero de 2002      | Auckland             | Dura          | Todd Woodbridge       | Martín García Cyril Suk             | 7-6(5) 7-6(7)           |
| 27. | 15 de abril de 2002     | Montecarlo TMS       | Tierra batida | Todd Woodbridge       | Paul Haarhuis Yevgeny Kafelnikov    | 6-3 3-6 10-7            |
| 28. | 24 de junio de 2002     | Wimbledon            | Césped        | Todd Woodbridge       | Mark Knowles Daniel Nestor          | 6-1 6-2 6-7(7) 7-5      |
| 29. | 8 de julio de 2002      | Båstad               | Tierra batida | Todd Woodbridge       | Paul Hanley Michael Hill            | 7-6(6) 6-4              |
| 30. | 9 de junio de 2003      | Halle                | Césped        | Todd Woodbridge       | Martin Damm Cyril Suk               | 6-3 6-4                 |
| 31. | 23 de junio de 2003     | Wimbledon            | Césped        | Todd Woodbridge       | Mahesh Bhupathi Max Mirnyi          | 3-6 6-3 7-6(4) 6-3      |
| 32. | 25 de agosto de 2003    | US Open              | Dura          | Todd Woodbridge       | Bob Bryan Mike Bryan                | 5-7 6-0 7-5             |
| 33. | 20 de octubre de 2003   | Estocolmo            | Dura          | Todd Woodbridge       | Wayne Arthurs Paul Hanley           | 6-3 6-4                 |
| 34. | 12 de enero de 2004     | Sídney               | Dura          | Todd Woodbridge       | Bob Bryan Mike Bryan                | 7-6(3) 7-5              |
| 35. | 21 de junio de 2004     | Wimbledon            | Césped        | Todd Woodbridge       | Julian Knowle Nenad Zimonjić        | 6-1 6-4 4-6 6-4         |
| 36. | 5 de julio de 2004      | Båstad               | Tierra batida | Mahesh Bhupathi       | Simon Aspelin Todd Perry            | 4-6 7-6(2) 7-6(6)       |
| 37. | 1 de noviembre de 2004  | París TMS            | Carpeta       | Todd Woodbridge       | Wayne Black Kevin Ullyett           | 6-3 6-4                 |
| 38. | 21 de marzo de 2005     | Miami TMS            | Dura          | Max Mirnyi            | Wayne Black Kevin Ullyett           | 6-1 6-2                 |
| 39. | 9 de mayo de 2005       | Hamburgo TMS         | Tierra batida | Max Mirnyi            | Michael Llodra Fabrice Santoro      | 4-6 7-6(2) 7-6(3)       |
| 40. | 23 de mayo de 2005      | Roland Garros        | Tierra batida | Max Mirnyi            | Bob Bryan Mike Bryan                | 2-6 6-1 6-4             |
| 41. | 4 de julio de 2005      | Båstad               | Tierra batida | Joachim Johansson     | José Acasuso Sebastián Prieto       | 6-2 6-3                 |
| 42. | 15 de agosto de 2005    | Cincinnati TMS       | Dura          | Max Mirnyi            | Wayne Black Kevin Ullyett           | 7-6(3) 6-2              |
| 43. | 2 de enero de 2006      | Doha                 | Dura          | Max Mirnyi            | Pepito Federer Christophe Rochus    | 2-6 6-3 10-8            |
| 44. | 13 de febrero de 2006   | San José             | Dura          | John McEnroe          | Paul Goldstein Jim Thomas           | 7-6(2) 4-6 10-7         |
| 45. | 20 de marzo de 2006     | Miami TMS            | Dura          | Max Mirnyi            | Bob Bryan Mike Bryan                | 6-4 6-4                 |
| 46. | 17 de abril de 2006     | Montecarlo TMS       | Tierra batida | Max Mirnyi            | Fabrice Santoro Nenad Zimonjić      | 6-2 7-6(2)              |
| 47. | 29 de mayo de 2006      | Roland Garros        | Tierra batida | Max Mirnyi            | Bob Bryan Mike Bryan                | 6-7(5) 6-4 7-5          |
| 48. | 10 de julio de 2006     | Båstad               | Tierra batida | Thomas Johansson      | Christopher Kas Oliver Marach       | 6-3 4-6 10-4            |
| 49. | 14 de agosto de 2006    | Cincinnati TMS       | Dura          | Max Mirnyi            | Bob Bryan Mike Bryan                | 3-6 6-3 10-7            |
| 50. | 19 de noviembre de 2006 | Tennis Masters Cup   | Dura          | Max Mirnyi            | Mark Knowles Daniel Nestor          | 6-2 6-4                 |
| 51. | 8 de octubre de 2007    | Estocolmo            | Dura          | Max Mirnyi            | Arnaud Clément Michaël Llodra       | 6-4 6-4                 |
| 52. | 7 de julio de 2008      | Båstad               | Tierra batida | Robin Söderling       | Johan Brunstrom Jean-Julien Rojer   | 6-2 6-2                 |
| 53. | 6 de octubre de 2008    | Estocolmo            | Dura (i)      | Kevin Ullyett         | Johan Brunstrom Michael Ryderstedt  | 6-1 6-3                 |
| 54. | 2 de noviembre de 2008  | París TMS            | Dura (i)      | Kevin Ullyett         | Jeff Coetzee Wesley Moodie          | 6-2 6-2                 |

### Finalista en dobles
- 1992: Praga (junto a Jon Ireland pierden ante Karel Nováček y Branislav Stankovic)
- 1993: Moscú (junto a Jan Apell pierden ante Jacco Eltingh y Paul Haarhuis)
- 1993: Kuala Lumpur (junto a Lars-Anders Wahlgren pierden ante Jacco Eltingh y Paul Haarhuis)
- 1994: Hong Kong (junto a Patrick Rafter pierden ante Jim Grabb y Brett Steven)
- 1994: Roland Garros (junto a Jan Apell pierden ante Byron Black y Jonathan Stark)
- 1994: Washington (junto a Jakob Hlasek pierden ante Grant Connell y Patrick Galbraith)
- 1994: Tel Aviv (junto a Jan Apell pierden ante Lan Bale y John-Laffnie de Jager)
- 1994: Estocolmo (junto a Jan Apell pierden ante Todd Woodbridge y Mark Woodforde)
- 1995: Masters de Roma (junto a Jan Apell pierden ante Cyril Suk y Daniel Vacek)
- 1995: Queen's (junto a Jan Apell pierden ante Todd Martin y Pete Sampras)
- 1996: Adelaida (junto a Tommy Ho pierden ante Todd Woodbridge y Mark Woodforde)
- 1996: Auckland (junto a Brett Steven pierden ante Marcos Ondruska y Jack Waite)
- 1996: Masters de Montecarlo (junto a Nicklas Kulti pierden ante Ellis Ferreira y Jan Siemerink)
- 1996: Los Ángeles (junto a Nicklas Kulti pierden ante Marius Barnard y Piet Norval)
- 1996: New Haven (junto a Nicklas Kulti pierden ante Byron Black y Grant Connell)
- 1997: Scottsdale (junto a Rick Leach pierden ante Luis Lobo y Javier Sánchez Vicario)
- 1997: Indianápolis (junto a Nicklas Kulti pierden ante Michael Tebbutt y Mikael Tillström)
- 1997: US Open (junto a Nicklas Kulti pierden ante Yevgeny Kafelnikov y Daniel Vacek)
- 2000: Copenhague (junto a Sébastien Lareau pierden ante Martin Damm y David Prinosil)
- 2000: Indianápolis (junto a Max Mirnyi pierden ante Lleyton Hewitt y Sandon Stolle)
- 2001: Sídney (junto a Todd Woodbridge pierden ante Daniel Nestor y Sandon Stolle)
- 2001: Masters de Indian Wells (junto a Todd Woodbridge pierden ante Wayne Ferreira y Yevgeny Kafelnikov)
- 2001: Masters de Miami (junto a Todd Woodbridge pierden ante Jiří Novák y David Rikl)
- 2001: Estocolmo (junto a Todd Woodbridge pierden ante Donald Johnson y Jared Palmer)
- 2002: Masters de Hamburgo (junto a Todd Woodbridge pierden ante Mahesh Bhupathi y Jan-Michael Gambill)
- 2002: Halle (junto a Todd Woodbridge pierden ante David Prinosil y David Rikl)
- 2003: Masters de Canadá (junto a Todd Woodbridge pierden ante Mahesh Bhupathi y Max Mirnyi)
- 2004: Dubái (junto a Leander Paes pierden ante Mahesh Bhupathi y Fabrice Santoro)
- 2004: Masters de Miami (junto a Todd Woodbridge pierden ante Wayne Black y Kevin Ullyett)
- 2004: Masters de Canadá (junto a Max Mirnyi pierden ante Mahesh Bhupathi y Leander Paes)
- 2004: Masters de Cincinnati (junto a Todd Woodbridge pierden ante Mark Knowles y Daniel Nestor)
- 2004: Lyon (junto a Radek Štěpánek pierden ante Jonathan Erlich y Andy Ram)
- 2004: Moscú (junto a Mahesh Bhupathi pierden ante Igor Andreev y Nikolay Davydenko)
- 2005: Chennai (junto a Mahesh Bhupathi pierden ante Yen-Hsun Lu y Rainer Schüttler)
- 2005: Dubái (junto a Fabrice Santoro pierden ante Martin Damm y Radek Štěpánek)
- 2005: Queen's (junto a Max Mirnyi pierden ante Bob Bryan y Mike Bryan)
- 2005: US Open (junto a Max Mirnyi pierden ante Bob Bryan y Mike Bryan)
- 2005: San Petersburgo (junto a Max Mirnyi pierden ante Julian Knowle y Jürgen Melzer)
- 2006: Queen's (junto a Max Mirnyi pierden ante Paul Hanley y Kevin Ullyett)
- 2006: US Open (junto a Max Mirnyi pierden ante Martin Damm y Leander Paes)
- 2007: Abierto de Australia (junto a Max Mirnyi pierden ante Bob Bryan y Mike Bryan)
- 2008: Wimbledon (junto a Kevin Ullyett pierden ante Daniel Nestor y Nenad Zimonjić)

### Clasificación en torneos Grand Slam en Dobles
| Torneo               | 1993 | 1994 | 1995 | 1996 | 1997 | 1998 | 1999 | 2000 | 2001 | 2002 | 2003 | 2004 | 2005 | 2006 | 2007 | G-P   | Títulos |
| -------------------- | ---- | ---- | ---- | ---- | ---- | ---- | ---- | ---- | ---- | ---- | ---- | ---- | ---- | ---- | ---- | ----- | ------- |
| Abierto de Australia |      | SF   | 1r   | 3r   | 3r   | G    | G    | 2r   | G    | 2r   |      | SF   | SF   | CF   | F    | 44-10 | 3       |
| Roland Garros        | 1r   | F    | 2r   | CF   | 2r   | SF   | 3r   | 2r   | CF   | CF   | 2r   | 3r   | G    | G    | CF   | 41-13 | 2       |
| Wimbledon            | 1r   | 3r   | 3r   | CF   | CF   | SF   | CF   | 3r   | 3r   | G    | G    | G    | SF   | CF   | 1r   | 47-12 | 3       |
| US Open              | CF   | 1r   | 1r   | 1r   | F    | CF   | SF   | 1r   | 3r   | SF   | G    | 3r   | F    | F    | 3r   | 41-14 | 1       |